# Lactarius mairei
Lactarius mairei é um fungo que pertence ao gênero de cogumelos Lactarius na ordem Russulales. Encontrado na Europa, foi descrito cientificamente por Georges Jean Louis Malençon em 1939.